# Karl Jacobs
Karl Thomas Jacobs (Nueva York, 19 de julio de 1998), anteriormente conocido como GamerBoyKarl, es un streamer de Twitch y YouTuber estadounidense. Saltó a la fama como miembro del elenco en pantalla de MrBeast, y luego desarrolló sus propios videos, principalmente contenido de Minecraft. Jacobs es el creador de la serie antológica Tales from the SMP ambientada en Dream SMP, que se adaptó a una serie de cómics publicados por Dark Horse Comics. También es coanfitrión del podcast Banter con sus compañeros YouTubers Sapnap y GeorgeNotFound.

## Carrera
Jacobs comenzó a transmitir en Twitch en 2017, jugando Roblox bajo el nombre de GamerBoyKarl. En 2019, fue contratado como editor de vídeo para el YouTuber MrBro. Jacobs luego se convirtió en camarógrafo del hermano de MrBro, el YouTuber MrBeast, antes de ser miembro del elenco en pantalla de MrBeast. Durante un video para MrBeast Gaming, Jacobs conoció al YouTuber de Minecraft Dream, y luego fue invitado a unirse a su servidor, el Dream SMP.
Jacobs creó la serie antológica en línea Tales from the SMP, la cual exploraba la historia de los personajes del Dream SMP siguiendo al personaje viajero en el tiempo de Jacobs en varios momentos y lugares en todo el servidor. La serie ha tenido a varias personalidades de Internet como invitados, por ejemplo, Lil Nas X, Dream y Corpse Husband. El primer episodio de la segunda temporada, llamado "The Maze", se estrenó el 11 de febrero de 2022. En agosto de 2022, Jacobs anunció que las historias de su serie Tales from the SMP se adaptarían a una serie de cómics llamada Time Traveler Tales para Dark Horse Comics. La serie fue escrita por Dave Scheidt e ilustrada por Kelly y Nichole Matthews. La serie se lanzó en cinco números entre diciembre de 2023 y abril de 2024.
En septiembre de 2021, Jacobs inició un podcast con su compañero YouTuber Sapnap, titulado Banter. Tras el lanzamiento del primer episodio, en el que participó MrBeast, Banter superó brevemente a The Joe Rogan Experience como el podcast número uno en Spotify. El 6 de agosto de 2022, GeorgeNotFound debutó como el tercer presentador del podcast.
En marzo de 2022, se anunció que Jacobs sería el embajador creativo de la cadena minorista de calzado Journeys. El 9 de noviembre se lanzó el juego Once Upon a Jester en Steam, con Jacobs prestando su voz a varios personajes. El 14 de noviembre de 2022, Jacobs lanzó su primer cortometraje animado titulado Beside Myself. El corto contó con Jacobs como escritor y productor, Elenor Kopka como animadora y directora, y Richie Woods como compositor musical.
El 24 de septiembre de 2022, Jacobs participó en el partido benéfico de fútbol Sidemen 2022, jugando para el equipo Sidemen contra el equipo YouTube Allstars. El evento logró recaudar más de £1,000,000 para cuatro organizaciones benéficas con sede en el Reino Unido: Campaign Against Living Miserably, Teenage Cancer Trust, Rays of Sunshine y M7 Education. Un año después, participó nuevamente en el Sidemen Charity Football Match 2023, esta vez jugando para el equipo YouTube Allstars. El evento logró recaudar más de £2,400,000 para varias organizaciones benéficas.
El 25 de abril de 2024, Jacobs lanzó un corto animado llamado Journeyed Home. El corto fue escrito y producido principalmente por Jacobs, dirigido y animado por Kevin Bissell, y la música fue compuesta por Temporex, Spellcasting y Boys Age.

## Premios y nominaciones
| Año  | Ceremonia                          | Categoría                    | Resultado | Ref.   |
| ---- | ---------------------------------- | ---------------------------- | --------- | ------ |
| 2021 | 11.ª edición de los Streamy Awards | Creador de fugas             | Nominado  | [ 27 ] |
| 2022 | The Game Awards 2022               | Creador de contenido del año | Nominado  | [ 28 ] |
| 2024 | Forbes 30 Under 30                 | Juegos                       | Incluido  | [ 29 ] |